# Fordoche
Fordoche – miasto w Stanach Zjednoczonych, w stanie Luizjana, w parafii Pointe Coupee.